# Garrick Club
Pour les articles homonymes, voir Garrick.

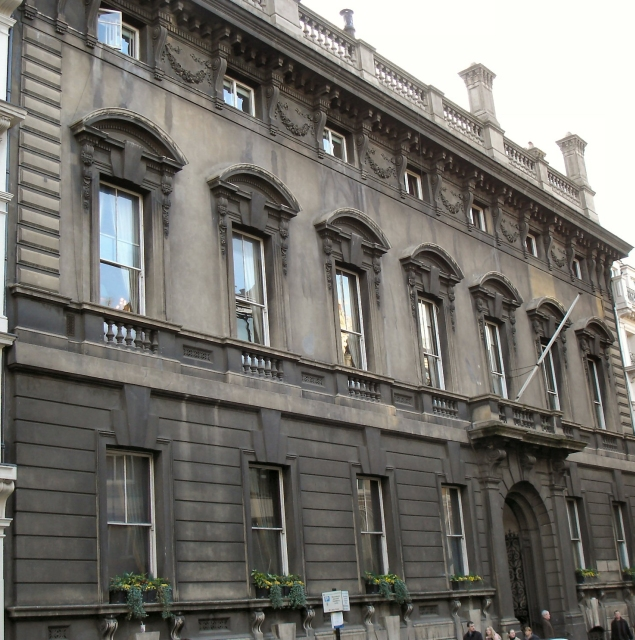
Le Garrick Club, à Londres.

Le Garrick Club est un célèbre club de Londres auquel appartiennent principalement des comédiens, des écrivains et d'autres artistes, mais aussi, dans une certaine mesure, des représentants des professions juridiques. Il a été fondé en 1831 sous l'égide du duc de Sussex, frère cadet du roi Guillaume IV et président de la Royal Society.
Le club doit son nom à David Garrick, le plus grand comédien britannique du XVIIIe siècle, dont un portrait en costume de roi domine l'escalier d'honneur.
Conformément à  ses objectifs, le siège du Garrick Club se trouve au 13-15, Garrick Street, à  quelque distance du « Club Land » de Pall Mall, et donc à proximité du quartier de Covent Garden, où se situent les théâtres de Londres.
Le club possède un buste de Shakespeare commandé au sculpteur Louis-François Roubiliac.

## Description
Le recrutement se fait par cooptation. La rigueur des critères d'admission tient dans l'expression : « It would be better that ten unobjectionable men should be excluded than one terrible bore should be admitted. »
Les statuts d'origine précisent que le Garrick a pour mission d'encourager l'art du théâtre d'une façon générale, en étant à la fois un club et une société littéraire. Il se donne notamment pour but de rassembler une bibliothèque consacrée au théâtre. Sa réputation vient aussi d'une vaste collection de plus de 1 000 objets qui y sont exposés, relatifs à l'art et au théâtre.
Le Garrick accepte les femmes depuis 2024.
Parmi les plus célèbres des membres figuraient entre autres les écrivains Charles Dickens, Thackeray, George Meredith et J. M. Barrie, les peintres Dante Gabriel Rossetti, Frederic Leighton et John Everett Millais, l'acteur Henry Irving et le compositeur Edward Elgar. À une date plus récente, on citera A. A. Milne, le créateur de Winnie l'ourson, George Mikes et Kingsley Amis.
Par ailleurs, la Literary Society se réunit une fois par mois dans les locaux du Garrick.

## Polémique
En mars 2024, The Guardian s'est procuré la liste des membres du club et a décidé d'en publier un extrait. Parmi les membres, figurent le roi Charles III, plusieurs ministres, le chef du MI6 Richard Moore ou encore le secrétaire général de Downing Street Simon Case. Or ce club était toujours réservé aux hommes selon une ancienne règle dénoncée comme archaïque et symbolisant l'entre-soi masculin des lieux de pouvoir britanniques. Richard Moore et Simon Case ont annoncé démissionner de ce club.
En mai 2024, près de 60% des membres Club votent officiellement pour élargir les conditions d'admission aux femmes. De nombreuses personnes avaient menacé de démissionner si les femmes n'étaient toujours pas acceptées comme membres.

## Sources
- (en) Cet article est partiellement ou en totalité issu de l’article de Wikipédia en anglais intitulé « Garrick Club » (voir la liste des auteurs).

- (de) Cet article est partiellement ou en totalité issu de l’article de Wikipédia en allemand intitulé « Garrick Club » (voir la liste des auteurs).